# 텔레풍켄

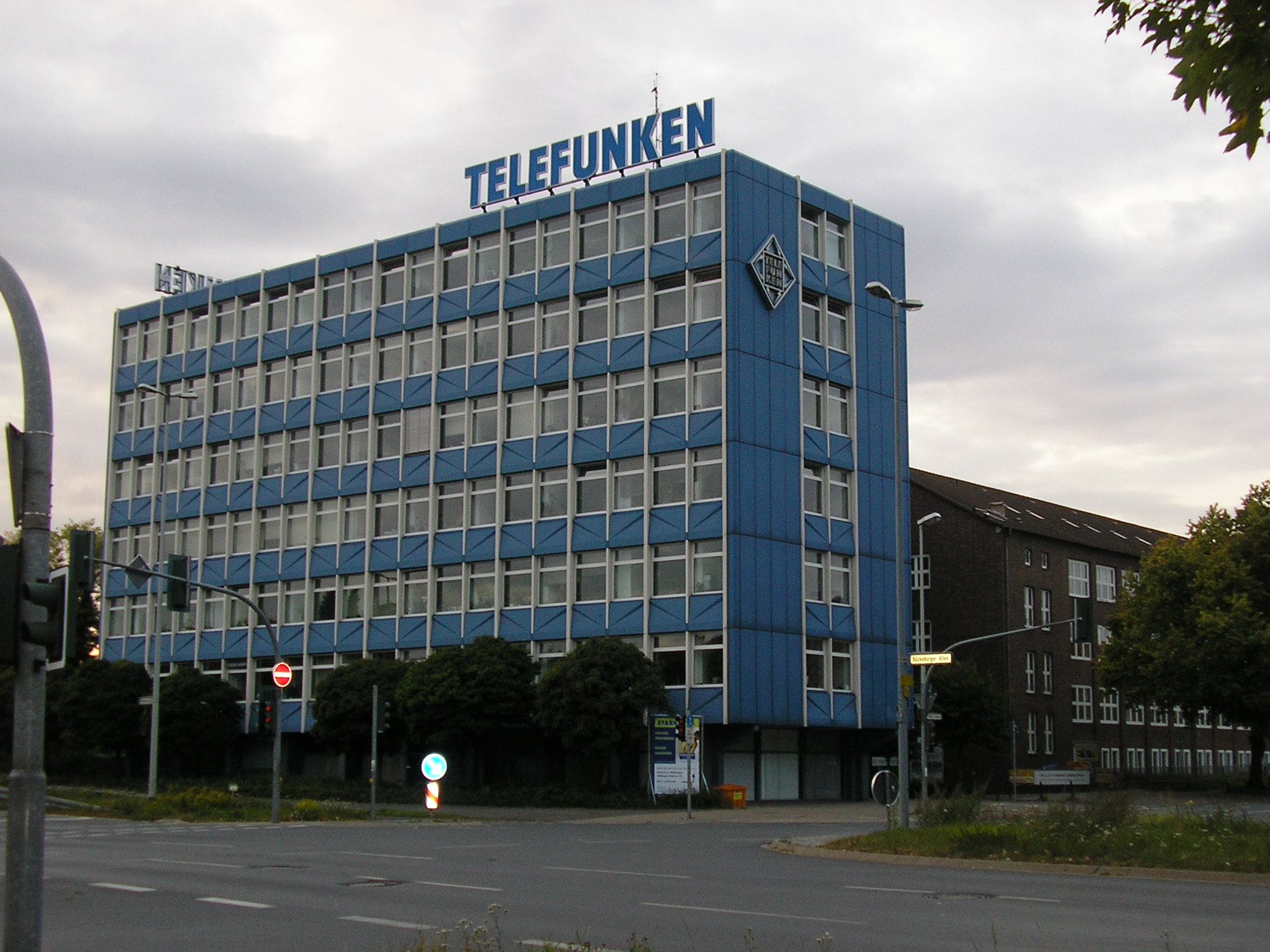

텔레풍켄(독일어: Telefunken)은 1903년 지멘스와 AEG의 합작 회사로 베를린에 설립된 독일의 무선 및 텔레비전 회사이다. 1965년 세계 최초의 광섬유에 의한 데이터 전송 시스템 시연이 독일의 물리학자 만프레드 베르너에 의해 텔레풍켄 연구소에서 열린 이 시스템의 특허가 1966년에 신청되었다.

## 역사
회사로서의 텔레풍켄은 1903년 5월 27일 지멘스와 AEG의 합작으로 무선 기술을 위해 베를린에 설립되었다.
1911년 독일 황제 빌헬름 2세가 180m의 전파탑을 건설하기 위해 텔레풍켄 기술자를 뉴욕의 웨스트 세이비리에 파견했다. 니콜라 테슬라가 건설을 도왔다. 북아메리카와 유럽 사이의 무선 통신만을 목적으로 나우엔에도 비슷한 시설을 건설했다.
1941년 AEG는 지멘스의 출자분을 매입 계속 산하에 두었다. 1941년 지멘스는 합작에서 이탈했다.
1967년 AEG와 합병하여 AEG-텔레풍켄으로 사명을 변경했다.
1985년 AEG는 다임러에 인수되어 텔레풍켄은 회사에서 제외됐다. 2007년 12월 이후 텔레풍켄 상표는 프랑크푸르트의 Telefunken Holding AG가 보유하고 있다.